# Brian Paulson
Brian Paulson est un musicien, réalisateur artistique et ingénieur du son du Minnesota connu pour avoir produit des albums de Slint, Uncle Tupelo, Son Volt et Wilco.

## Biographie
Paulson grandit à Bemidji dans le Minnesota mais déménage à Minneapolis 200 km plus au sud après le lycée et commence à jouer avec Man Sized Action qui sort deux albums Claustrophobia et Five Story Garage avec le label de Bob Mould, Reflex Records. Il part en tournée avec le producteur Steve Albini. Il rencontre David Grubbs grâce à Albini et travaille avec lui sur un album de son groupe, Bastro.
La carrière de producteur de Paulson a du mal démarrer jusqu'à ce qu'il enregistre le dernier album de Slint, Spiderland, aujourd'hui légendaire. L'album est enregistré à Chicago en seulement quatre jours. Paulson et le groupe travaillent toute la nuit afin de terminer dans les délais.
Paulson a aussi produit des albums de Magnapop, Beck, Archers of Loaf, Dinosaur Jr., Polvo, U.S. Maple, Squirrel Nut Zippers, Royal Trux, Superchunk, The Rosebuds, Crooked Fingers, Mark Eitzel, Something for Kate (Elsewhere for 8 Minutes), The Spinanes et de beaucoup d'autres artistes correspondant à ses goûts musicaux variés.
Il vit aujourd'hui à Carrboro en Caroline du Nord.